# Saint-Georges-du-Rosay
Pour les articles homonymes, voir Saint-Georges, Saint Georges (homonymie), Georges et Rosay.
Saint-Georges-du-Rosay est une commune française, située dans le département de la Sarthe en région Pays de la Loire, peuplée de 450 habitants.
Bien que située dans la région naturelle du Perche sarthois, la commune fait partie de la province historique du Maine.

## Géographie
|            | Nogent-le-Bernard                  |                          |
| Bonnétable | Saint-Georges-du-Rosay             | Dehault                  |
|            | Saint-Denis-des-Coudrais, La Bosse | Saint-Aubin-des-Coudrais |

### Climat
Pour des articles plus généraux, voir Climat des Pays de la Loire et Climat du Val-d'Oise.
En 2010, le climat de la commune est de type climat océanique dégradé des plaines du Centre et du Nord, selon une étude du CNRS s'appuyant sur une série de données couvrant la période 1971-2000. En 2020, Météo-France publie une typologie des climats de la France métropolitaine dans laquelle la commune est exposée à un climat océanique altéré et est dans la région climatique  Moyenne vallée de la Loire, caractérisée par une bonne insolation (1 850 h/an) et un été peu pluvieux. 
Pour la période 1971-2000, la température annuelle moyenne est de 10,8 °C, avec une amplitude thermique annuelle de 14,4 °C. Le cumul annuel moyen de précipitations est de 745 mm, avec 11,9 jours de précipitations en janvier et 7,6 jours en juillet. Pour la période 1991-2020, la température moyenne annuelle observée sur la station météorologique de Météo-France la plus proche, « Deauville », sur la commune de Deauville à 5 360 km à vol d'oiseau, est de 0,0 °C et le cumul annuel moyen de précipitations est de 0,0 mm,. Pour l'avenir, les paramètres climatiques de la commune estimés pour 2050 selon différents scénarios d'émission de gaz à effet de serre sont consultables sur un site dédié publié par Météo-France en novembre 2022.

## Urbanisme

### Typologie
Au 1er janvier 2024, Saint-Georges-du-Rosay est catégorisée commune rurale à habitat dispersé, selon la nouvelle grille communale de densité à sept niveaux définie par l'Insee en 2022.
Elle est située hors unité urbaine. Par ailleurs la commune fait partie de l'aire d'attraction de La Ferté-Bernard, dont elle est une commune de la couronne,. Cette aire, qui regroupe 37 communes, est catégorisée dans les aires de moins de 50 000 habitants,.

### Occupation des sols
L'occupation des sols de la commune, telle qu'elle ressort de la base de données européenne d’occupation biophysique des sols Corine Land Cover (CLC), est marquée par l'importance des territoires agricoles (90,2 % en 2018), une proportion identique à celle de 1990 (90,2 %). La répartition détaillée en 2018 est la suivante : 
terres arables (61,8 %), prairies (26,1 %), forêts (9,8 %), zones agricoles hétérogènes (2,3 %). L'évolution de l’occupation des sols de la commune et de ses infrastructures peut être observée sur les différentes représentations cartographiques du territoire : la carte de Cassini (XVIIIe siècle), la carte d'état-major (1820-1866) et les cartes ou photos aériennes de l'IGN pour la période actuelle (1950 à aujourd'hui).

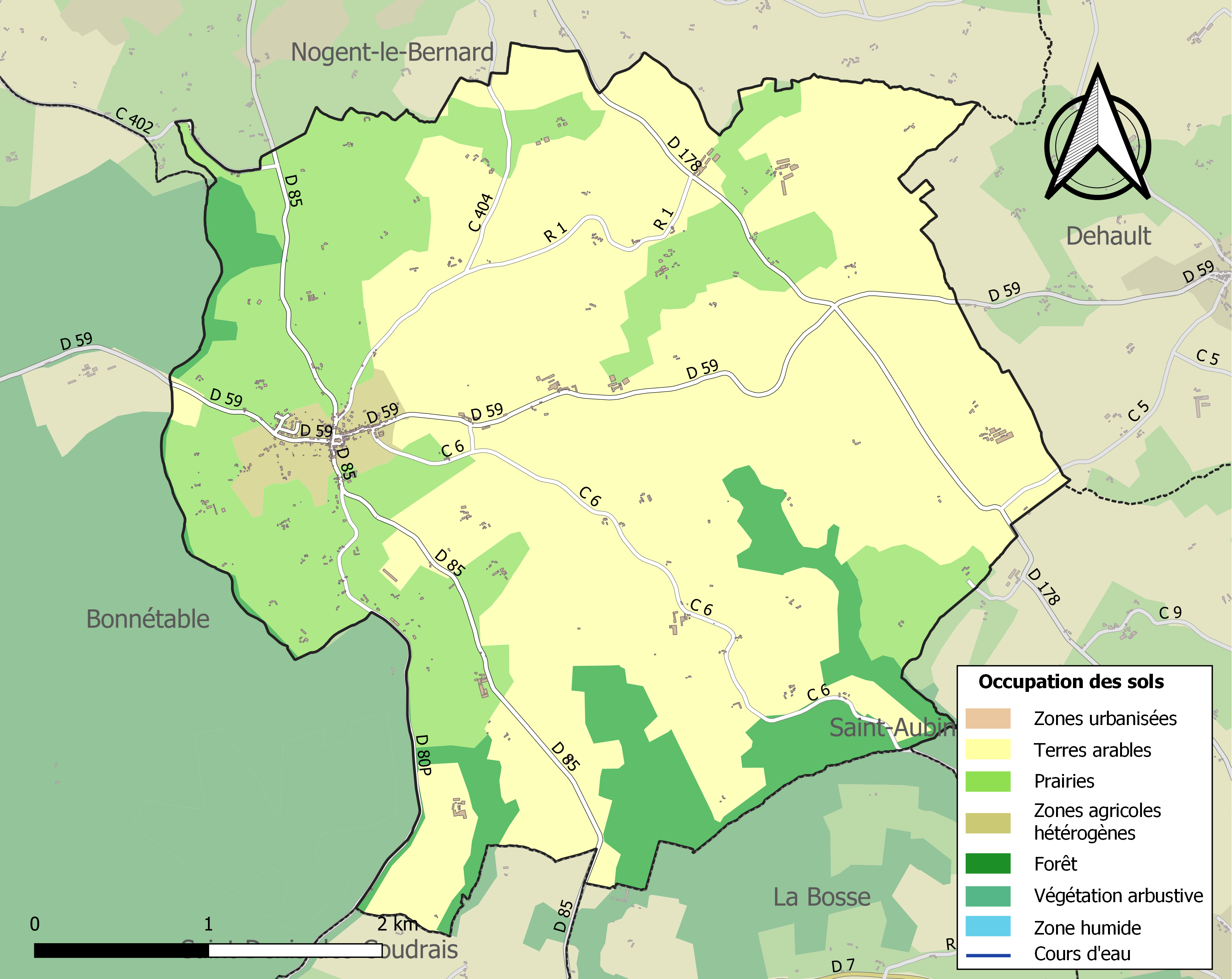
Carte des infrastructures et de l'occupation des sols de la commune en 2018 (CLC).

## Toponymie
D’après Taverdet, son toponyme s’écrivait Parrochia Sancti Georgii de Roseio, en 1234, ce qui signifiait « La paroisse de Saint-Georges de Rosay ». Il est formé du nom d’homme grec Georgios dont l’un des représentants, Georges de Lydda, fut martyrisé au IVe siècle, puis canonisé en Saint-Georges au Ve siècle. La seconde partie du toponyme se réfère probablement au hameau du Rosay qui se trouve dans la commune, ce qui permet de la distinguer de son homonyme sarthois de Saint-Georges-du-Bois.

## Héraldique
| Blason de Saint-Georges-du-Rosay | Blason  | D'azur à la croix ancrée d'argent.               |
| Blason de Saint-Georges-du-Rosay | Détails | Le statut officiel du blason reste à déterminer. |

## Politique et administration
| Période                                  | Période   | Identité        | Étiquette | Qualité                                      |
| ---------------------------------------- | --------- | --------------- | --------- | -------------------------------------------- |
| ?                                        | mars 2001 | Yvonne Fourrier |           |                                              |
| mars 2001                                | mars 2014 | Serge Pinson    | SE        |                                              |
| mars 2014                                | En cours  | Annick Dutertre | SE        | Responsable en ressources mumaines retraitée |
| Les données manquantes sont à compléter. |           |                 |           |                                              |

## Démographie
L'évolution du nombre d'habitants est connue à travers les recensements de la population effectués dans la commune depuis 1793. Pour les communes de moins de 10 000 habitants, une enquête de recensement portant sur toute la population est réalisée tous les cinq ans, les populations de référence des années intermédiaires étant quant à elles estimées par interpolation ou extrapolation. Pour la commune, le premier recensement exhaustif entrant dans le cadre du nouveau dispositif a été réalisé en 2005.
En 2022, la commune comptait 450 habitants, en évolution de +2,74 % par rapport à 2016 (Sarthe : −0,25 %, France hors Mayotte : +2,11 %).
| 1793  | 1800  | 1806  | 1821  | 1831  | 1836  | 1841  | 1846  | 1851  |
| ----- | ----- | ----- | ----- | ----- | ----- | ----- | ----- | ----- |
| 1 120 | 1 030 | 1 240 | 1 264 | 1 308 | 1 400 | 1 395 | 1 287 | 1 290 |

| 1856  | 1861  | 1866  | 1872  | 1876 | 1881 | 1886 | 1891 | 1896 |
| ----- | ----- | ----- | ----- | ---- | ---- | ---- | ---- | ---- |
| 1 181 | 1 150 | 1 103 | 1 062 | 974  | 928  | 896  | 897  | 897  |

| 1901 | 1906 | 1911 | 1921 | 1926 | 1931 | 1936 | 1946 | 1954 |
| ---- | ---- | ---- | ---- | ---- | ---- | ---- | ---- | ---- |
| 891  | 915  | 886  | 781  | 773  | 704  | 600  | 605  | 577  |

| 1962 | 1968 | 1975 | 1982 | 1990 | 1999 | 2005 | 2006 | 2010 |
| ---- | ---- | ---- | ---- | ---- | ---- | ---- | ---- | ---- |
| 493  | 467  | 380  | 363  | 372  | 386  | 395  | 400  | 430  |

| 2015 | 2020 | 2022 | - | - | - | - | - | - |
| ---- | ---- | ---- | - | - | - | - | - | - |
| 438  | 447  | 450  | - | - | - | - | - | - |

## Lieux et monuments

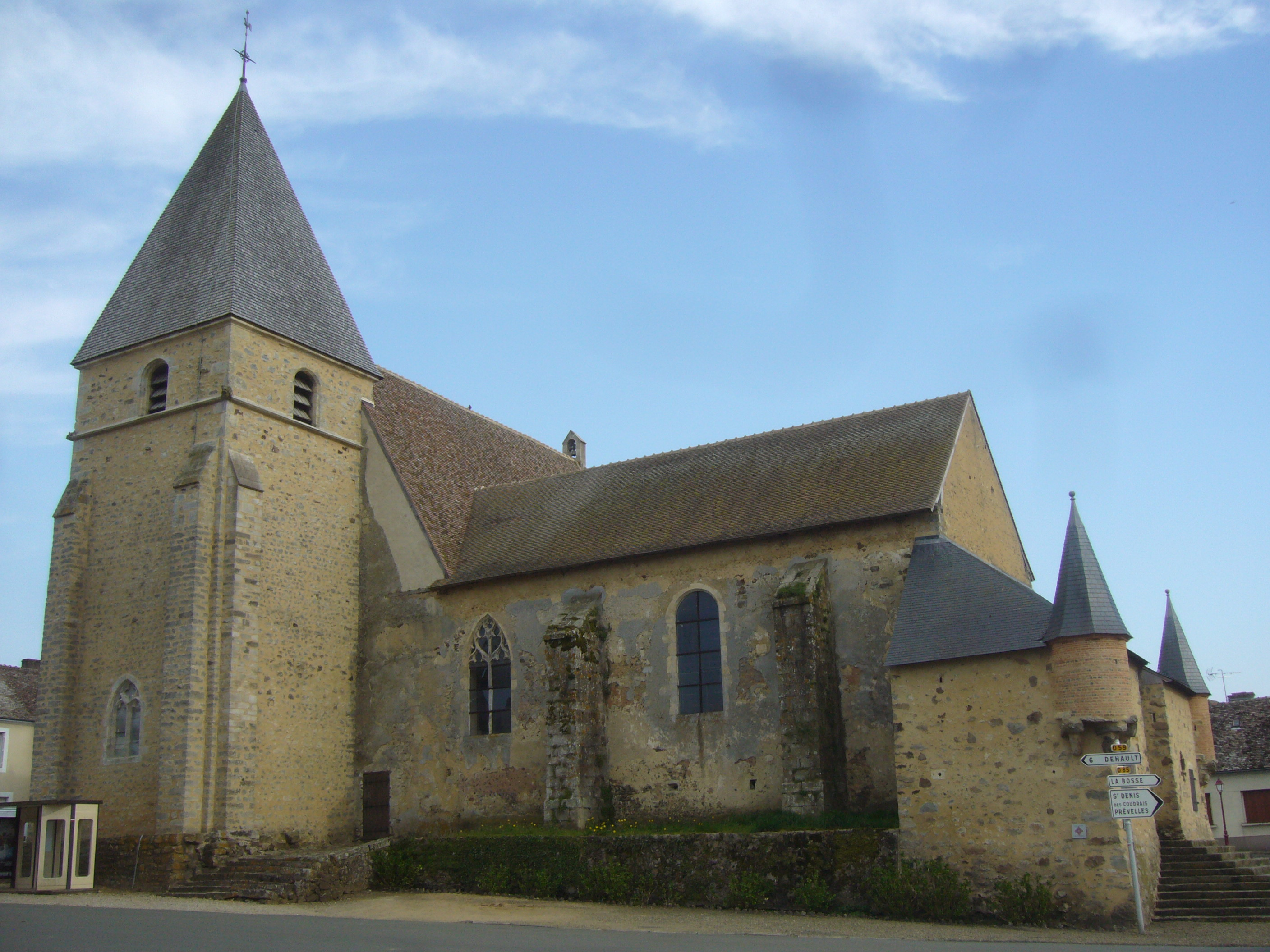
L'église Saint-Georges.

- Église Saint-Georges, des XIIe et XVIe siècles, classée au titre des monuments historiques depuis 1994[21]. Son caractère le plus remarquable est son fort de la fin du XVIe siècle dont est flanqué la façade ouest.